# Jennifer Coolidge
Jennifer Coolidge (født 28. august 1961) er en amerikansk skuespiller og komiker, som nok er bedst kendt for sin rolle som "Stiflers Mom" i American Pie-filmene.  

## Biografi

### Opvækst
Coolidge blev født i Boston, Massachusetts, som datter af Paul Coolidge, en plastikproducent. Den unge Coolidge drømte om at blive sanger. Hun voksede op i Boston, sammen med sin far og søster, Suzanne. Coolidge gik på Norwell High School og Emerson College i Boston, og hun fik sin bachelor grad i teater i 1995. Hun flyttede til New York og blev medlem i Gotham City skuespillergruppe. Hun flyttede siden til Los Angeles, hvor hun blev medlem af en komikergruppe, kaldet "The Groundlings".

### Karriere
Coolidge fik sin fjernsynsdebut i 1993, da hun var gæstemedvirkende i et afsnit af Seinfeld, hvor hun spillede en småskør massør, som ikke ville give Jerry massage. Hun havde det efterfølgende år flere optrædener i det korte-livet sketchshow "She TV", og siden medlem af et andet kortvarigt sketchshow kaldet "Fox's 'Saturday Night Special", som blev produceret af skuespilleren Roseanne. Coolidge fik sin spillefilmsdebut i 1995, da hun spillede sygeplejerske i filmen Not of This Earth.
Hun fik sit brede gennembrud i filmen American Pie, hvor hun spillede den sexede femme fatale Jeanine, som forfører sin søns klassekammerat. Hun spillede også denne figur i efterfølgeren American Pie 2 fra 2001. Hun spillede derefter Paulette i filmen Blondinens Hævn, hvor hun spillede over for Reese Witherspoon. Hun mistede rollen som Lynette Scavo i Desperate Housewives til Felicity Huffman, og medvirkede i stedet i Frasier og Sex and the City – begge hvor hun spillede større roller. Hun fik derefter rollen i tv-serien Joey, hvor hun spillede Joeys agent, Bobby Morgenstern.

### Privat
Hun har dated skuespilleren Chris Kattan og danner i øjeblikket par med forfatteren Banks McClintock.

## Filmografi
- Seinfeld (1993)
- SheTV (1994)
- Frasier (1996)
- Trial and Error (1997)
- A Night at the Roxbury (1998)
- American Pie (1999)
- Austin Powers: The Spy Who Shagged Me (1999)
- Best in Show (2000)
- Broken Hearts Club (2000)
- American Pie 2 (2001)
- Blondinens Hævn (2001)
- Pootie Tang (2001)
- Down to Earth (2001)
- Testosterone (2003)
- American Wedding (2003)
- Legally Blonde 2: Red, White and Blonde (2003)
- A Mighty Wind (2003)
- Lemony Snicket - En ulykke kommer sjældent alene (2004)
- Friends (2004)
- Joey (2004-2006)
- A Cinderella Story (2004)
- Robots (2005)
- Click (2006)
- American Dreamz (2006)
- Date Movie (2006)
- For Your Consideration (2006)
- Epic Movie (2007)
- Nip/Tuck (2007)
- Igor (2008) (stemme)
- Witchcraft  (2008) ( 3 episoder)
- Soul Men (2008)
- American Pie: Reunion – Stiflers mor (2012)
- Two Broke Girls (2011-2017)
- The White Lotus (2021-)